# Rusko
Rusko Bản mẫu:IPAr là một đô thị của Phần Lan.
Vị trí ở tỉnh của Tây Phần Lan thuộc vùng Tây Nam Phần Lan. Đô thị này có dân số 3.722 người (thời điểm ngày 31 tháng 12 năm 2004)và diện tích 50,42 km² trong đó có 0,16 km² là diện tích mặt nước. Mật độ dân số là 74,05 người trên mỗi km².
Dân đô thị này chỉ sử dụng tiếng Phần Lan